# Liste von Bauwerken in Česká Lípa

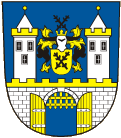
Stadtwappen von Česká Lípa

Die Liste von Bauwerken in Česká Lípa beinhaltet die bedeutendsten Bauten aus dem 19. und 20. Jahrhundert in Česká Lípa. Die aufgeführten Gebäude geben einen Überblick über die Architektur der Stadt in Ergänzung zu den denkmalgeschützten Bauten. 
Die wichtigsten Gebäude werden in der Diplomarbeit von Jitka Kubištová Architektur des 20. Jahrhunderts in Česká Lípa vorgestellt. Sie untersucht dabei auch die Gründe für die oft negative Bewertung der Architektur von Česká Lípa, die stark von der Uran-Industrie geprägt war.
Das Zentrum der Stadt ist 1992 zu einer städtischen Denkmalzone erklärt worden. Dort befinden sich die historischen Bauwerke, die unter Denkmalschutz stehen, siehe Liste der denkmalgeschützten Objekte in Česká Lípa.

## Liste von Bauwerken in Česká Lípa-Böhmisch Leipa
Die bedeutendsten moderneren Bauwerke sind in dieser Liste zusammengestellt. Gebäude, die unter Denkmalschutz stehen, sind mit der ÚSKP-Nr. der Zentralen Liste der Kulturdenkmale der Tschechischen Republik (Ústřední seznam kulturních památek České republiky) gekennzeichnet.
Anmerkung: Hinweise zu den Architekten und Baumeistern wurden von der Heimatkunde-Verein Česká Lípa zusammengetragen.
Das Bau- und Architekturbüro John & Jisba in Böhmisch Leipa (Česká Lípa) wurde 1903 von den Partnern Otto Heinrich John und Josef Jisba gegründet. Es bestand bis 1910 und hat in der Stadt durch viele Villen und Wohnhäuser bis heute seine Spuren hinterlassen.
| Lage                                                                 | Objekt                                                                           | Architekt                                                                      | Baujahr                  | Beschreibung | ÚSKP-Nr.                  | Bild                                                               |
| -------------------------------------------------------------------- | -------------------------------------------------------------------------------- | ------------------------------------------------------------------------------ | ------------------------ | --- | ------------------------- | ------------------------------------------------------------------ |
| náměstí T. G. Masaryka 1/1 (Standort)                                | Rathaus (Radnice)                                                                | Gottlob Alber (1846–1927)                                                      | 1884                     | urspr. gotischer Bau, 1884 Neorenaissance-Fassade | 50709/5-5883 Info Katalog | weitere Bilder                                                     |
| náměstí T. G. Masaryka 127/6 (Standort)                              | Ehem. Böhmische Escompte-Bank und Credit-Anstalt                                 | Karl Jaray (1878–1947)                                                         | 1920/21                  | Wohn- und Geschäftshaus, jetzt GE Money Bank |                           | Ehem. Böhmische Escompte-Bank und Credit-Anstalt                   |
| náměstí T. G. Masaryka 133/12 (Standort)                             | Wohn- und Geschäftshaus Wilhelm Schönfeld                                        | Emil F. Rühr                                                                   | 1902                     | [ 4 ] |                           | weitere Bilder                                                     |
| náměstí T. G. Masaryka 167/19 (Standort)                             | Wohn- und Geschäftshaus Adolf Herter                                             | Josef Schneider (1847–1910)                                                    | 1908                     | [ 5 ] |                           | Wohn- und Geschäftshaus Adolf Herter                               |
| náměstí T. G. Masaryka 170/22 (Standort)                             | Stadtbibliothek                                                                  |                                                                                |                          | urspr. Bezirks-Krankenkasse und Ring-Café | Wikidata-Objekt anzeigen  | weitere Bilder                                                     |
| náměstí T. G. Masaryka 172/24 (Standort)                             | Wohn- und Geschäftshaus Carl Prokop                                              | Otto John & Josef Jisba                                                        | 1905                     | jetzt Reisebüro | 36532/5-2789 Info Katalog | weitere Bilder                                                     |
| náměstí T. G. Masaryka 194/27 (Standort)                             | Postamt                                                                          | Gottlob Alber und Josef Schneider                                              | 1883                     | urspr. als Sparkasse erbaut |                           | Postamt                                                            |
| náměstí T. G. Masaryka 198/31 (Standort)                             | Wohn- und Geschäftshaus Hermann Rösler                                           | Emil F. Rühr                                                                   | 1904                     | jetzt Café Split | 23028/5-2790 Info Katalog | weitere Bilder                                                     |
| Škroupovo náměstí 135/14 (Standort)                                  | Wohnhaus                                                                         | Johann Friedrich                                                               | 1895                     | [ 7 ] |                           | weitere Bilder                                                     |
| náměstí Osvobození 297/1 (Standort)                                  | Ehem. Augustinerkloster mit Allerheiligenkirche, Loretokapelle und Klostergarten |                                                                                |                          | jetzt Heimatkundemuseum und Galerie in Česká Lípa | 23304/5-2777 Info Katalog | weitere Bilder                                                     |
| náměstí Osvobození 422/2 (Standort)                                  | Ehem. Staatliches Realgymnasium                                                  | Josef Goldbach                                                                 | 1869/70                  | jetzt Handelsakademie | Wikidata-Objekt anzeigen  | weitere Bilder                                                     |
| Vězeňská 189/4 (Standort)                                            | Museum Šatlava                                                                   |                                                                                |                          | Haus Šatlava – ehem. Fronveste und Stadtgefängnis, jetzt Archäologisches Museum Šatlava (Außenstelle des Heimatmuseums)                                                         | 27882/5-2795 Info Katalog | weitere Bilder                                                     |
| Panská 219/3 (Standort)                                              | Stadttheater (Jiráskovo divadlo)                                                 |                                                                                | 1907                     | errichtet als Turnhalle und Saal, 1932 Umbau zum Theater durch Richard Brosche                                                                                                  | Wikidata-Objekt anzeigen  | weitere Bilder                                                     |
| Jiráskova 713/14 und 714/12 (Standort)                               | Wohnhaus                                                                         | John & Jisba                                                                   | 1904                     | [ 7 ] | Wikidata-Objekt anzeigen  | weitere Bilder                                                     |
| Nerudova 629/6 (Standort)                                            | Gans-Haus (Gansův dům)                                                           |                                                                                | 1867                     | ehem. Krankenhaus im Jüdischen Viertel (Židovská čtvrť), 1897 von Salomon und Babette Gans als Armenhaus für die jüdische Gemeinde gestiftet, jetzt Wohnhaus                    | Wikidata-Objekt anzeigen  | weitere Bilder                                                     |
| Moskevská 82/6 (Standort)                                            | Kirchberg-Haus (Kirchbergův dům)                                                 |                                                                                | 1. Hälfte des 19. Jhdts. | klassizistischer Bau, benannt nach dem Bürgermeister und Unternehmer Adalbert Kirchberg (1796–1870), Geburtshaus von Franz Schmeykal (1826–1894)                                | 21196/5-2804 Info Katalog | weitere Bilder                                                     |
| Berkova / Jindřicha z Lipé 107/2 (Standort)                          | Ehem. Schuhhaus Baťa                                                             | Franz Josef Brandeis (1906–1945)                                               | 1931/32                  | jetzt O2-Filiale sowie ein Erweiterungsbau 1986–1990 von Dagmar Rybářová und Ladislav Kalivoda                                                                                  |                           | Ehem. Schuhhaus Baťa                                               |
| Jindřicha z Lipé 108/25 (Standort)                                   | Wohn- und Geschäftshaus Ferdinand Taussig                                        | John & Jisba                                                                   | 1906                     | [ 15 ] [ 16 ] |                           | Wohn- und Geschäftshaus Ferdinand Taussig                          |
| Jindřicha z Lipé 113/24 (Standort)                                   | Kaffeehaus Union (Kavárna Union)                                                 | John & Jisba                                                                   | 1906/07                  | Jugendstilhaus, erneuerte Fassade von R. Wallerstein (1921), Geschäftshaus mit Café Union im 1. Stock (Unionka)                                                                 | 33401/5-5007 Info Katalog | weitere Bilder                                                     |
| Děčínská (Standort)                                                  | Wehrsteg (Poklopový most)                                                        | Jan Záhorský (1872–1951)                                                       | 1914                     | Steg über den Polzen (Ploučnice) mit beweglicher Wehranlage (1914–1984), erbaut von Jan Záhorský (1872–1951), als technisches Denkmal 1996 restauriert                          | Wikidata-Objekt anzeigen  | weitere Bilder                                                     |
| Barvířská 737/1 (Standort)                                           | Wedrich-Haus                                                                     |                                                                                |                          | Wohnhaus der Familie Heinrich Wedrich (1835–1904), Fabrikant und Kunstmäzen; ab 1935 Kaufhaus Te-Ta, jetzt Fiobank Česká Lípa                                                   |                           | Wedrich-Haus                                                       |
| Havlíčkova / Roháče z Dubé (Standort)                                | Wedrich-Museum                                                                   |                                                                                | 1906                     | ehem. Heinrich-Wedrich-Museum mit Bibliothek, 1906 eröffnet, 1982 abgerissen |                           | weitere Bilder                                                     |
| Palackého náměstí (Standort)                                         | Wedrich-Gruft                                                                    |                                                                                | 1852                     | auf dem ehemaligen Frauenkirchhof, errichtet für die Familie Heinrich Wedrich                                                                                                   |                           | weitere Bilder                                                     |
| U synagogy (Standort)                                                | Synagoge                                                                         | Josef Goldbach                                                                 | 1863/64                  | ehem. Neue Synagoge, 1938 zerstört, 1941 abgetragen | Wikidata-Objekt anzeigen  | weitere Bilder                                                     |
| Moskevská 679/40 (Standort)                                          | Knaben-Volksschule                                                               |                                                                                |                          | zunächst Kreisgericht, ab 1901 Knaben-Volksschule, jetzt Grund- und Praxisschule                                                                                                |                           | Knaben-Volksschule                                                 |
| Moskevská 648/45 (Standort)                                          | Villa Ferdinand Thume                                                            | Johann Friedrich                                                               | 1897                     | [ 27 ] |                           | Villa Ferdinand Thume                                              |
| Moskevská 649/47 (Standort)                                          | Villa Adolf Weis                                                                 |                                                                                |                          | jetzt Villa Narex |                           | Villa Adolf Weis                                                   |
| Moskevská 650/49 (Standort)                                          | Villa Arnold Rosenthal                                                           |                                                                                |                          | [ 27 ] |                           | Villa Arnold Rosenthal                                             |
| Moskevská 651/51 (Standort)                                          | Alte Brauerei – Bürgerliches Brauhaus                                            |                                                                                | um 1690                  | vierflügeliger zweigeschossiger Renaissancebau | 24769/5-2803 Info Katalog | weitere Bilder                                                     |
| Moskevská 658/61 (Standort)                                          | Restaurant Herzog von Reichstadt (Hostinec Vévoda ze Zákup)                      |                                                                                |                          | jetzt Restaurant Arbes, benannt nach dem Schriftsteller Jakub Arbes (1840–1914)                                                                                                 | 28334/5-2807 Info Katalog | Restaurant Herzog von Reichstadt (Hostinec Vévoda ze Zákup)        |
| Pod Špičákem 71, 72 (Standort)                                       | Doppelhaus                                                                       | John & Jisba                                                                   | 1904                     | Wohnhaus der Architekten Otto H. John und Josef Jisba (Dvojdům John & Jisba) |                           | Doppelhaus                                                         |
| Paní Zdislavy 304/15 (Standort)                                      | Mietshaus                                                                        | Josef Schneider                                                                | 1902                     | [ 7 ] |                           | weitere Bilder                                                     |
| Pod Holým vrchem 356/4, 355/6, 354/8 und 353/10 (Standort)           | Jugendstil-Häuser                                                                | John & Jisba                                                                   | 1902–1905                | Jugendstil-Häuser (mit den ehem. Namen „Alt-Heidelberg“, „Nürnberg“, „Lindau“, „Bregenz“)                                                                                       |                           | weitere Bilder                                                     |
| Děčínská 390/2 (Standort)                                            | Bezirksgericht                                                                   | Moritz Hinträger (1831–1909) mit Karl Hinträger                                | 1896–1898                | [ 33 ] | Wikidata-Objekt anzeigen  | weitere Bilder                                                     |
| Děčínská 413/9 (Standort)                                            | Magistrat der Stadt Česká Lípa, Einwohnermeldeamt                                |                                                                                |                          | |                           | Magistrat der Stadt Česká Lípa, Einwohnermeldeamt                  |
| Děčínská 361/7 (Standort)                                            | Villa Altschul / Villa Hrdlička                                                  | Hugo Müller (Zittau)                                                           | 1890                     | Jugendstil-Villa, urspr. für die Familie des Schriftstellers Jakob Altschul (1843–1940) erbaut, 1940 enteignet, jetzt Villa Hrdlička, benannt nach dem Investor Martin Hrdlička |                           | weitere Bilder                                                     |
| Děčínská 1414/10 (Standort)                                          | Villa Adele                                                                      |                                                                                |                          | |                           | Villa Adele                                                        |
| Děčínská 363/11 (Standort)                                           | Villa                                                                            | Johann Friedrich                                                               | 1902                     | [ 7 ] | Wikidata-Objekt anzeigen  | weitere Bilder                                                     |
| Havlíčkova 424/3 (Standort)                                          | Turnhalle (Sokolovna)                                                            | Eduard Posselt                                                                 | 1877                     | Neorenaissance-Gebäude |                           | Turnhalle (Sokolovna)                                              |
| Pátova 406/1 (Standort)                                              | Knaben-Volks- und Bürgerschule (Chlapecká národní měšťanská škola)               | Karl Roehrich                                                                  | 1900/01                  | jetzt Grundschule Pátova |                           | Knaben-Volks- und Bürgerschule (Chlapecká národní měšťanská škola) |
| Havlíčkova 426/5 (Standort)                                          | Mädchen-Volks- und Bürgerschule (Dívčí národní měšťanská škola)                  | Moritz Hinträger mit Karl Hinträger                                            | 1894/95                  | erster Schuldirektor war der Komponist Franz Mohaupt (1854–1916); jetzt Gewerbe-Mittelschule (Střední průmyslová škola – Průmyslovka)                                           | Wikidata-Objekt anzeigen  | weitere Bilder                                                     |
| Arbesova 396/1 bis 399/7 und Pátova 395/2 (Standort)                 | Wohnhäuser                                                                       | John & Jisba                                                                   | 1906/07                  | [ 7 ] |                           | Wohnhäuser                                                         |
| Arbesova 410/4 (Standort)                                            | Wohnhaus                                                                         | Johann Friedrich                                                               | 1899                     | [ 7 ] |                           | weitere Bilder                                                     |
| Arbesova 402/13, 403/15 und 404/17 (Standort)                        | Mietshaus                                                                        | Josef Schneider                                                                | 1910                     | [ 7 ] |                           | Mietshaus                                                          |
| Bezručova 3015 (Standort)                                            | Verwaltungsgebäude                                                               |                                                                                |                          | Sozialdienst OSSZ Česká Lípa |                           | weitere Bilder                                                     |
| U Střelnice 1 (Standort)                                             | Schützenhaus (Střelnice)                                                         | Josef Posselt                                                                  | 1885                     | Umbau durch John & Jisba (1905) und Julius Teubner (1913), jetzt Restaurace Střelák                                                                                             |                           | weitere Bilder                                                     |
| Roháče z Dubé 1250/24 (Standort)                                     | Evangelische Kirche (Augsburger Bekenntnis)                                      | Richard Brosche (1884–1965)                                                    | 1927                     | jetzt Hussitenkirche (Kirche des Meisters Jan Hus), seit 1947 im Besitz der Tschechoslowakischen Hussitischen Kirche                                                            | 106546 Info Katalog       | weitere Bilder                                                     |
| Mariánská 545/35 (Standort)                                          | K. k. Staatsgymnasium                                                            |                                                                                | 1882                     | ehem. deutsches Gymnasium am Schillerplatz, jetzt Berufsoberschule und Fachoberschule am Palackého náměstí                                                                      | Wikidata-Objekt anzeigen  | weitere Bilder                                                     |
| Městský park (Standort)                                              | Franz-Mohaupt-Brunnen am Musik-Pavillon im Stadtpark                             |                                                                                | 1924                     | Brunnen am Musikpavillon zur Erinnerung an Franz Mohaupt (1854–1916), Komponist und erster Schuldirektor in der Mädchen-Volks- und Bürgerschule                                 |                           | Franz-Mohaupt-Brunnen am Musik-Pavillon im Stadtpark               |
| Městský park (Standort)                                              | Ehemaliges Franz Schmeykal-Denkmal im Stadtpark                                  | Julius Trautzl (1859–1958) und Anton Hellmessen (1854–1930)                    | 1899                     | ehem. Denkmal des Landtagsabgeordneten JUDr. Franz Schmeykal (1826–1894) im Stadtpark, 1947 entfernt                                                                            |                           | Ehemaliges Franz Schmeykal-Denkmal im Stadtpark                    |
| Starý Újezd 646/1 (Standort)                                         | Mausoleum Franz Schmeykal                                                        | Ferdinand von Feldegg (1855–1936)                                              | 1896                     | Mausoleum des JUDr. Franz Schmeykal (1826–1894) auf dem Friedhof Česká Lípa, Ausstattung von Julius Trautzl (1859–1958)                                                         |                           | Mausoleum Franz Schmeykal                                          |
| Boženy Němcové 2942 (Standort)                                       | Kulturhaus und Kino Crystal                                                      | Jiří Suchomel (* 1944) zusammen mit Josef Franc, Václav Alda und Tomáš Novotný | 1974–1990                | [ 51 ] [ 52 ] | Wikidata-Objekt anzeigen  | weitere Bilder                                                     |
| náměstí Dr. Edvarda Beneše 2662 (Standort)                           | Geschäftshaus Banco                                                              | Emil Přikryl (* 1945)                                                          | 1975–1983                | ehem. Einkaufszentrum URAN |                           | weitere Bilder                                                     |
| Erbenova 2906 (Standort)                                             | Ehem. Warenhaus PRIOR                                                            | Zdeněk Řihák (1924–2006) und Jana Emmerová                                     | 1984–1990                | jetzt Einkaufszentrum Andy |                           | weitere Bilder                                                     |
| Mimoňská 3223 (urspr. Färbergasse, Rosengasse, Hrnčířská) (Standort) | Pianofortefabrik Gustav Rösler (Pianka)                                          |                                                                                | 1882                     | urspr. Pianomanufaktur, jetzt Möbelzentrum | Wikidata-Objekt anzeigen  | weitere Bilder                                                     |
| Hrnčířská 2985 (Standort)                                            | Česká spořitelna (Tschechische Sparkasse)                                        | Jiří Kňákal zusammen mit Zdeněk Šťastný und Luboš Kotiš                        | 1995                     | [ 57 ] [ 58 ] | Wikidata-Objekt anzeigen  | weitere Bilder                                                     |
| Bulharská 854/2 und Hrnčířská 855/92 (Standort)                      | Bahnhofshotel (Hotel U nádraží)                                                  | Josef Kreissler                                                                | 1906                     | jetzt Hotel Olympia |                           | weitere Bilder                                                     |
| Bulharská 853/4 (Standort)                                           | Ehem. Olympia-Kino                                                               | Richard Brosche                                                                | um 1922                  | Umbau des Getreidespeichers zum Kino, jetzt Hotel Olympia |                           | weitere Bilder                                                     |
| Československé armády 1566/2 (Standort)                              | Finanzamt                                                                        | Franz Josef Brandeis und H. Zuppelli                                           | 1934/35                  | jetzt Ärztehaus |                           | Finanzamt                                                          |
| Bulharská 1488, 1454, 1891 und 1890 (Standort)                       | Wohnhaus                                                                         | Josef Uhlíř (1891–1961)                                                        | 1948                     | [ 61 ] |                           | Wohnhaus                                                           |
| Bulharská 842/24 (Standort)                                          | Hauptbahnhof                                                                     |                                                                                | 1892                     | [ 62 ] [ 63 ] | Wikidata-Objekt anzeigen  | weitere Bilder                                                     |
| Bulharská (Standort)                                                 | Hauptbahnhof (neues Gebäude)                                                     |                                                                                | 2016                     | |                           | weitere Bilder                                                     |
| Mimoňská 773/2 (Standort)                                            | Ehem. Bahnhof Česká Lípa město                                                   |                                                                                |                          | bis 1989 als Bahnhof an der alten Strecke der Nordböhmischen Transversalbahn genutzt                                                                                            | Wikidata-Objekt anzeigen  | weitere Bilder                                                     |
| Partyzánská 1053/55 (Standort)                                       | Erweiterung der Grundschule Partyzánská                                          | Karl Winter (1894–1969)                                                        | 1955–1958                | [ 65 ] |                           | Erweiterung der Grundschule Partyzánská                            |
| Dubická 978/30 (Standort)                                            | Wohnhaus                                                                         | John & Jisba                                                                   | 1903                     | [ 7 ] |                           | Wohnhaus                                                           |
| Dubická 976/34 und 977/32 (Standort)                                 | Doppelhaus                                                                       | Josef Schneider                                                                | 1908/09                  | [ 7 ] |                           | Doppelhaus                                                         |
| Dubická 957/75 Ecke U Jatek (Standort)                               | Ehem. Städtischer Schlachthof                                                    | Anton Möller (1864–1927)                                                       | 1899–1901                | [ 66 ] [ 67 ] |                           | Ehem. Städtischer Schlachthof                                      |
| Lužická 588 (Standort)                                               | Ehem. Ackerbauschule (Zemědělská škola)                                          |                                                                                | 1894                     | 1988 abgerissen | Wikidata-Objekt anzeigen  | weitere Bilder                                                     |
| Sadová 584/1 (Standort)                                              | Villa Paul Perlick                                                               | John & Jisba                                                                   | 1907                     | [ 69 ] | Wikidata-Objekt anzeigen  | weitere Bilder                                                     |
| Mariánská 551/47 (Standort)                                          | Villa                                                                            | Johann Friedrich                                                               | 1900                     | [ 7 ] | Wikidata-Objekt anzeigen  | weitere Bilder                                                     |
| Mariánská 552/49 (Standort)                                          | Villa                                                                            | John & Jisba                                                                   | 1899                     | [ 7 ] | Wikidata-Objekt anzeigen  | weitere Bilder                                                     |
| Mariánská 553/51 (Standort)                                          | Villa                                                                            | Emil F. Rühr                                                                   | 1902                     | [ 7 ] | Wikidata-Objekt anzeigen  | weitere Bilder                                                     |
| Mariánská 571/52 (Standort)                                          | Villa Josef Placht                                                               | Emil F. Rühr                                                                   | 1905                     | [ 69 ] | Wikidata-Objekt anzeigen  | weitere Bilder                                                     |
| Mariánská 554/53 (Standort)                                          | Villa Anton Michel                                                               | Johann Friedrich                                                               | 1900                     | | Wikidata-Objekt anzeigen  | weitere Bilder                                                     |
| Mariánská 557/55 (Standort)                                          | Villa                                                                            | John & Jisba                                                                   | 1910                     | [ 7 ] | Wikidata-Objekt anzeigen  | weitere Bilder                                                     |
| Mariánská 569/56 (Standort)                                          | Villa                                                                            | John & Jisba                                                                   | 1906                     | [ 7 ] | Wikidata-Objekt anzeigen  | weitere Bilder                                                     |
| Mariánská 568/58 (Standort)                                          | Villa                                                                            | John & Jisba                                                                   | 1905                     | [ 7 ] | Wikidata-Objekt anzeigen  | weitere Bilder                                                     |
| Československé armády 905/28 (Standort)                              | Mietshaus                                                                        | August Zwach                                                                   | 1922/23                  | [ 70 ] |                           | Mietshaus                                                          |
| Československé armády 910/18 Ecke Mánesovy (Standort)                | Mietshaus                                                                        | Josef Čapek & František Chvojka                                                | 1921                     | [ 14 ] |                           | Mietshaus                                                          |
| Československé armády 1578/12 (Standort)                             | Mietshaus                                                                        | František Barták                                                               | 1935                     | [ 14 ] |                           | Mietshaus                                                          |
| Mánesova 1580/17 (Standort)                                          | Ehem. Darlehenskasse                                                             | František Barták                                                               | 1935                     | [ 14 ] |                           | Ehem. Darlehenskasse                                               |
| Mánesova 1526/16 (Standort)                                          | Tschechische Volks- und Bürgerschule                                             | Petr Kropáček (1889–1931) und Josef Uhlíř                                      | 1931/32                  | Tschechische Schule Dr. Miroslav Tyrš, ab 1938 Reichsfinanzschule, danach bis 1945 ein Lazarett                                                                                 |                           | Tschechische Volks- und Bürgerschule                               |
| Mánesova 1433/18 (Standort)                                          | Hotel Merkur                                                                     | Josef und Marie Uhlíř                                                          | 1928–1931                | [ 72 ] [ 73 ] |                           | Hotel Merkur                                                       |
| Kozákova 1568/15 (Standort)                                          | Wohnhaus                                                                         | J. Kaplan                                                                      | 1932                     | [ 72 ] |                           | Wohnhaus                                                           |
| Eliášova 1636/3 und 1449/5 (Standort)                                | Mietshäuser                                                                      | Václav Velvarský (1894–1970)                                                   | 1937/38                  | [ 3 ] |                           | Mietshäuser                                                        |
| Slovanka (Standort)                                                  | Wohnhäuser                                                                       | Josef Uhlíř                                                                    | 1926                     | Wohnhäuser einer gemeinnützigen Baugenossenschaft |                           | Wohnhäuser                                                         |
| Hálkova bzw. U Katovny (Standort)                                    | Wohnbauten „Neue Heimat“                                                         | H. Schmersahl                                                                  | 1943                     | Baugenossenschaft Neue Heimat |                           | Wohnbauten „Neue Heimat“                                           |
| Antonína Sovy 3056 (Standort)                                        | Mehrfamilienhäuser in der Siedlung Slovanka                                      | Pavel Švancer (1934–2019)                                                      | 1965–1968                | Grundschule Slovanka in der Siedlung Slovanka | Wikidata-Objekt anzeigen  | weitere Bilder                                                     |
| Jiřího z Poděbrad 1697/10 (Standort)                                 | Wohnhaus Typ T13/52                                                              | Jaromír Vacek (1925–1968)                                                      | 1956/57                  | [ 78 ] |                           | Wohnhaus Typ T13/52                                                |
| Bendlova 1687/7 (Standort)                                           | Lehrlingswohnheim der Waggonfabrik Tatra                                         | Eduard Adamíra                                                                 | 1951                     | [ 79 ] |                           | Lehrlingswohnheim der Waggonfabrik Tatra                           |
| Školní 2520 (Standort)                                               | Grundschule Sever (Nord)                                                         | Zdeněk Zavřel (* 1943) und Dalibor Vokáč                                       | 1970–1976                | [ 80 ] |                           | Grundschule Sever (Nord)                                           |
| Okružní 2338 (Standort)                                              | Ehem. Zweigstelle des Projektierungsbüros der Uran-Industrie                     | Vilém Kastner                                                                  | 1977–1980                | jetzt Möbelzentrum Sever |                           | Ehem. Zweigstelle des Projektierungsbüros der Uran-Industrie       |
| Pod Holým vrchem 1734/14 (Standort)                                  | Polizeibehörde                                                                   |                                                                                |                          | vom Projektierungszentrum der Uranindustrie geplant |                           | Polizeibehörde                                                     |
| Purkyňova 1849 (Standort)                                            | Krankenhaus und Poliklinik                                                       | Vít Obrtel (1901–1988)                                                         | 1976–1985                | [ 82 ] | Wikidata-Objekt anzeigen  | weitere Bilder                                                     |
| U Spojů 2675 (Standort)                                              | Fernmeldeamt                                                                     | Lenka Vrbová                                                                   | 1979–1984                | Spojprojekt Praha | Wikidata-Objekt anzeigen  | weitere Bilder                                                     |
| Barvířská 2690 (Standort)                                            | Sportzentrum                                                                     | Antonín Buchta                                                                 | 1984–1988                | [ 84 ] |                           | Sportzentrum                                                       |
| Žitavská 2969 (Standort)                                             | Gymnasium                                                                        |                                                                                | 1990–1993                | Stavoprojekt Liberec | Wikidata-Objekt anzeigen  | weitere Bilder                                                     |
| Karla Poláčka 3152 (Standort)                                        | Zentrale Feuerwache                                                              | Jaromír Syrovátko                                                              | 1999–2004                | Sial architekti a inženýři s. r. o. Liberec |                           | Zentrale Feuerwache                                                |